# Кобзарь, Андрей Степанович
Андрей Степанович Кобза́рь (19 декабря 1923 — 12 мая 1994) — генерал-лейтенант артиллерии ВС СССР, начальник Саратовского высшего военного Краснознамённого училища имени А.И. Лизюкова в 1973—1985 годах. Участник Великой Отечественной войны.

## Биография
Андрей Степанович Кобзарь родился 19 декабря 1923 года в селе Березовка (Сальский район Ростовской области). Там же окончил среднюю школу. Призван в 1941 году на фронт Сальским районным военкоматом, служил сапёром на Юго-Западном фронте, позже воевал на 1-м Украинском фронте. В 1942 году Кобзарь поступил на ускоренные курсы в 1-е Ростовское артиллерийское училище противотанковой обороны (1-е РАУ), через пять месяцев окончил училище в звании младшего лейтенанта и отправился в артиллерийский полк истребительной противотанковой бригады на Воронежский фронт как командир огневого взвода. Командовал батареей, был помощником начальника штаба полка по оперативной работе.
С 23 апреля 1943 года Кобзарь — начальник штаба дивизиона 264-го миномётного полка 4-й гвардейской танковой дивизии. Участвовал в Курской битве и форсировании Днепра, отмечен Орденом Красной Звезды. Участник сражений в Польше, Германии и Чехословакии; отличился в боях за Дрезден и Прагу. Член ВКП(б) с 1943 года. С 1944 года служил в звании капитана сначала помощником начальника штаба, а потом начальником штаба 2-го дивизиона 1660-го лёгкого артиллерийского (ранее истребительного противотанкового) Житомирского Краснознамённого полка; участник боёв за Киев. В боях за Новоград-Волынский (3 января 1944 года) командовал батареей в уличном бою, уничтожив две автомашины и 15 солдат противника; 15 января в районе села Великие Деревичи Любарского уезда Житомирской области командовал двумя батареями, которые подбили 4 танка и уничтожили ещё 30 солдат противника, а 2 апреля в районе села Кальне Козовского района Тернопольской области подбил один танк и уничтожил 15 солдат противника, отразив с батареей две контратаки противника. Во время боёв в Германии 16 апреля 1945 года вывел из горящего леса у реки Шпрее автомобиль с боеприпасами; 18 апреля выводил батареи из-под огня в том же районе, 24 апреля аналогично выводил из-под огня автомобили с боеприпасами, а 27 апреля командовал огнём дивизиона, подбив бронетранспортёр и уничтожив около 40 солдат противника.
После войны продолжил службу в артиллерии; 26 ноября 1950 года зачислен в распоряжение 2-го Главного управления Генштаба ВС СССР, направлен военным советником в КНР. Награждён медалью Китайско-советской дружбы перед убытием на родину. 30 августа 1954 года начал учёбу в Военной артиллерийской командной академии в Ленинграде на реактивном факультете, который окончил в 1958 году. С 29 апреля 1958 года командовал оперативным отделением 75-й ракетной бригады, был заместителем и начальником штаба полка, а также заместителем и начальником штаба бригады. 20 июля 1968 года направлен на Высшие академические артиллерийские курсы при Военной артиллерийской академии, позже возглавил бригаду.
Кобзарь присутствовал на приёме в Кремлёвском дворце съездов 7 ноября 1968 года, организованном по случаю 51-й годовщины Октябрьской революции. С 9 декабря 1970 года — начальник Тамбовского Краснознамённого артиллерийско-технического училища. 6 мая 1972 года произведён в генерал-майоры артиллерии. С 8 января 1973 года — начальник Саратовского высшего военного Краснознамённого ордена Красной Звезды училища имени Героя Советского Союза генерал-майора А.И. Лизюкова; на этом посту занимался повышением дисциплины учебного процесса, подготовкой профессорско-преподавательского состава и улучшением учебно-материальной и полевой базы. По инициативе Кобзаря в училище были созданы инженерно-химический городок, специальные учебные поля и площадки, огневая полоса, поле для отработки приёмов борьбы с танками и самолётами противника и т. д. В 1976, 1979 и 1980 годах училище награждалось переходящим Красным знаменем Военного совета Приволжского военного округа.
Звание генерал-лейтенанта артиллерии присвоено 30 октября 1978 года. В связи с многочисленными переименованиями генерал Кобзарь отвечал за переделку и совершенствование учебно-материальной и полевой базы. Генерал-лейтенант ВС СССР с 26 апреля 1984 года. Пост начальника училища покинул в октябре 1985 года, позже бывал на юбилейных мероприятиях. За свою жизнь 10 раз участвовал в парадах на Красной площади.
Именем генерала Кобзаря названа поточная аудитория в училище. Ему посвящены несколько стендов в музее училища, которые включают в себя наградной лист, подписанный Мао Цзе Дуном, фотографии, грамоты и парадный китель с боевыми наградами. 
Скончался 12 мая 1994 года в Саратове. Похоронен на Елшанском кладбище. Вдова — Анна Сергеевна Коваленко, в замужестве Кобзарь.

## Награды
- Орден Красного Знамени[2]
- Орден Красной Звезды (трижды)[2], в том числе:
  - 31 октября 1943 года[4] — за образцовое выполнение боевых заданий Командования на фронте борьбы с немецкими захватчиками и проявленные при этом доблесть и мужество[5]
- Орден Отечественной войны I степени
  - 16 июня 1945 года — за то, что в боях Отечественной войны проявил исключительную стойкость и мужество[4]
  - 6 апреля 1985 года[7]
- Орден Отечественной войны II степени (8 мая 1944 года)[4] — за образцовое выполнение боевых заданий Командования на фронте борьбы с немецкими захватчиками и проявленные при этом доблесть и мужество[3]
- Орден «За службу Родине в Вооружённых Силах СССР» III степени[2]
- 23 медали[2], в том числе
  - Медаль «За боевые заслуги»[2]
  - Медаль «За освобождение Праги»[2]
  - Медаль «За победу над Германией в Великой Отечественной войне 1941—1945 гг.»[2]
  - Медаль «За отвагу на пожаре»[2]
  - Медаль «В ознаменование 100-летия со дня рождения Владимира Ильича Ленина»[1]
  - Медаль «Китайско-советская дружба» (23 февраля 1951) — за братскую взаимопомощь, оказанную советскими товарищами-специалистами в деле строительства спецродов войск НОА Китая[2]